# Principado-Episcopado de Verden

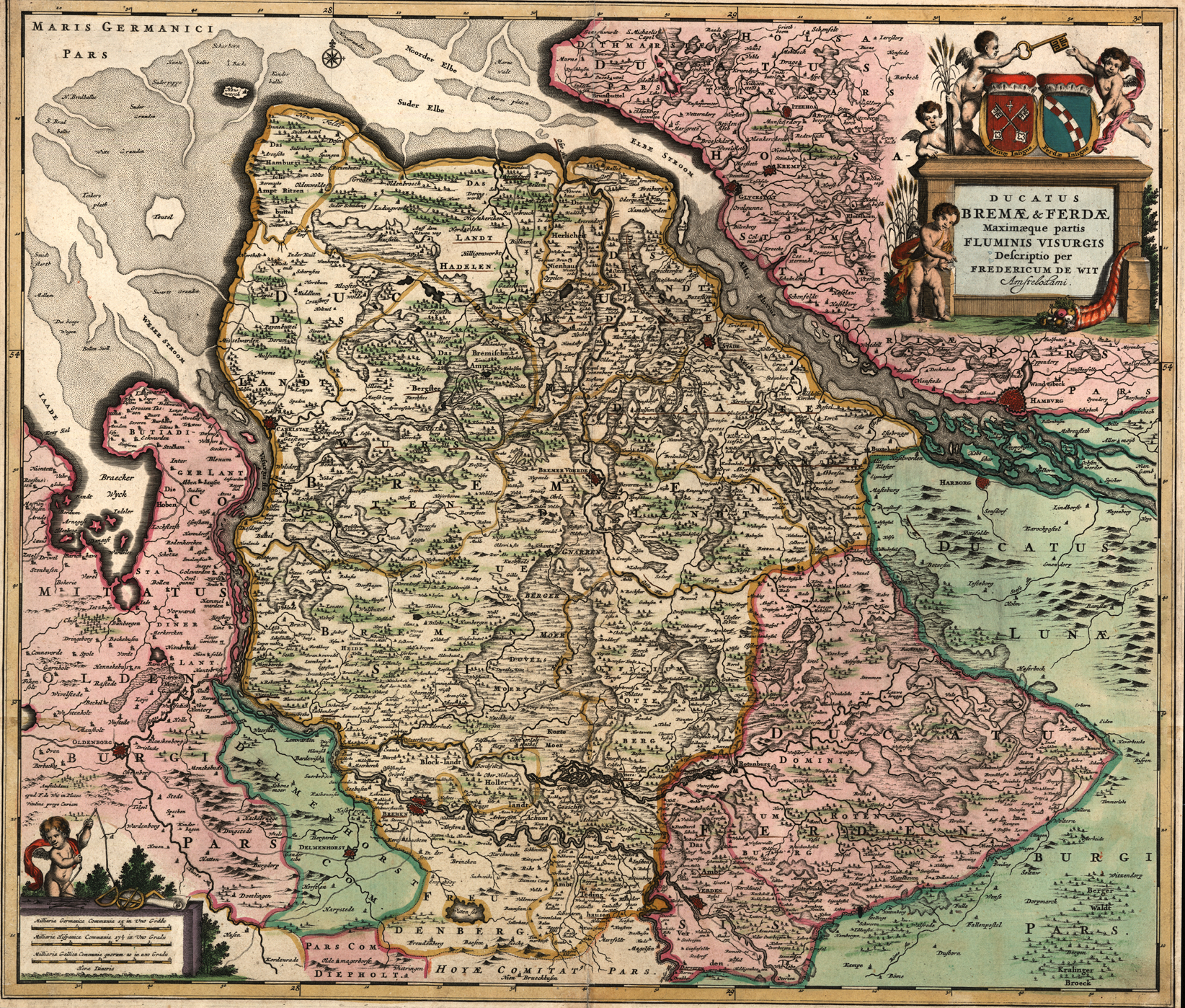
Principado-Episcopado de Verden

O Principado Episcopal de Verden (em alemão: Fürstbistum Verden, Hochstift Verden ou Stift Verden) foi um principado eclesiástico do Sacro Império Romano-Germânico, localizado no que é hoje o estado da Baixa Saxônia, na Alemanha. Verden era uma diocese da Igreja Católica desde meados do século VIII. O estado foi extinto em 1648. Seu território era administrado por senhores seculares em nome do bispo de Verden. Como principado episcopal do Império, o território do estado não era idêntico ao da diocese, mas situava-se dentro de seus limites e correspondia a cerca de um quarto da área diocesana. Conforme os termos da Paz de Vestfália, o principado foi extinto e um novo ente secular foi estabelecido: os Ducados de Bremen e Verden.

## Localização
O território do Principado Episcopal de Verden abrangia a parte oriental do atual Distrito de Verden (sua fronteira passava entre Langwedel e Etelsen), a parte sul do Distrito de Rotemburgo (Wümme) e partes dos distritos de Harburgo e Heidekreis (distrito da charneca).

## História

### Fundação
A Diocese de Verden foi fundada por volta do ano 800 em Verden sobre o Aller, como uma sufragânea da província eclesiástica de Mainz.  Quando o antigo Ducado da Saxônia foi dividido em 1180, parte do território do Sturnmigau foi elevado a estado com imediatidade imperial. O bispo de Verden, além de suas funções espirituais, era, ex officio, o governante temporal do principado episcopal de Verden. O primeiro príncipe-bispo, Tammo de Verden, governava uma área equivalente a cerca de um quarto do território diocesano. Em 1195, o príncipe-bispo Rodolfo I fundou o castelo de Rotemburgo an der Wümme como fortaleza contra o vizinho Arcebispado de Bremen. Mais tarde, o castelo passou a ser a Residenz do príncipe-bispo.
Os bispos, e portanto os príncipes-bispos, eram eleitos pelo capítulo da catedral. No entanto, o papado tentava influenciar as eleições e, por vezes, conseguia fazer com que seus candidatos fossem eleitos. Esses candidatos, geralmente forasteiros, não contavam com apoio local e eram vistos como Landfremde (estrangeiros).
Desde o início do século XVI, o principado episcopal passou a integrar o Círculo da Baixa Renânia-Vestfália (coloquialmente: Círculo Vestfaliano), uma subdivisão fiscal e militar do Império. Verden enviava representantes à Dieta Imperial e ao Círculo Imperial. Enquanto Verden, assim como o vizinho Condado de Hoya, integrava o Círculo Vestfaliano, outros territórios adjacentes, como o Ducado de Brunswick-Lüneburg e o Arcebispado de Bremen, pertenciam ao Círculo da Baixa Saxônia. Em certos períodos, os príncipes-bispos governaram também o Arcebispado de Bremen em união pessoal. Para manterem seus dois votos nas dietas, os estados de Bremen e Verden nunca foram formalmente unidos em união real. O mesmo ocorreu com os coletivamente governados Ducados de Bremen e Verden, que surgiram em 1648 com a secularização dos dois principados episcopais.

### A Reforma Protestante
A partir de 1558, iniciou-se gradualmente a mudança de confissão para o luteranismo no território diocesano de Verden. No hochstift, a Reforma foi concluída com a promulgação de uma ordem eclesiástica pelo administrador Eberhard von Holle, em 1568. Em 1630, durante a Guerra dos Trinta Anos, um bispo católico, Francisco de Wartenberg, reassumiu o controle em consequência do Édito de Restituição, mas só conseguiu manter o cargo até 1634. Depois disso, a Igreja Católica passou a ser representada na região apenas pelo Vicariato Apostólico das Missões do Norte da Alemanha.

### Extinção
Em 1648, pelos termos da Paz de Vestfália, o estado foi extinto. Em seu lugar, foi estabelecido um principado secular do Império, governado pela coroa sueca. O Principado de Verden foi por sua vez extinto em 1712. Durante esse período, o principado foi governado em união pessoal com o antigo Arcebispado de Bremen; eram informalmente conhecidos como os Ducados de Bremen-Verden ou, mais formalmente, "Ducado de Bremen e Principado de Verden".